# Бенія (Караш-Северін)
Бенія (рум. Bănia) — село у повіті Караш-Северін в Румунії. Адміністративний центр комуни Бенія.
Село розташоване на відстані 324 км на захід від Бухареста, 48 км на південь від Решиці, 117 км на південний схід від Тімішоари.

## Населення
За даними перепису населення 2002 року у селі проживали 1313 осіб. Рідною мовою 1312 осіб (99,9%) назвали румунську.
Національний склад населення села:
| Національність | Кількість осіб | Відсоток |
| -------------- | -------------- | -------- |
| румуни         | 1281           | 97,6%    |
| цигани         | 30             | 2,3%     |